# Anisognathus
Anisognathus  (bergtangaren) is een geslacht van zangvogels uit de familie Thraupidae (tangaren). 

## soorten
Er zijn vijf soorten:
- Anisognathus igniventris  – Roodoorbergtangare
- Anisognathus lacrymosus  – Druppelbergtangare
- Anisognathus melanogenys  – Zwartwangbergtangare
- Anisognathus notabilis  – Zwartkinbergtangare
- Anisognathus somptuosus  – Blauwvleugelbergtangare